# Lipovac (Đakovica)
Pour les articles homonymes, voir Lipovac.
Lipovec en albanais et Lipovac en serbe latin (en serbe cyrillique : Липовац) est une localité du Kosovo située dans la commune/municipalité de Gjakovë/Đakovica, district de Gjakovë/Đakovica (Kosovo) ou de Pejë/Peć (Serbie). Selon le recensement kosovar de 2011, elle compte 860 habitants, tous albanais.

## Histoire
Le village abrite une église qui remonte aux IVe-VIe siècles, proposée pour une inscription sur la liste des monuments culturels du Kosovo.
La tour-résidence de Sadik Selman, qui date du XIXe siècle, est elle aussi proposée pour une inscription kosovare.

## Démographie

### Évolution historique de la population dans la localité
| 1948 | 1953 | 1961 | 1971 | 1981 | 1991 | 2011 |
| ---- | ---- | ---- | ---- | ---- | ---- | ---- |
| 394  | 409  | 464  | 635  | 835  | 956  | 860  |

|  |